# متئو آنزولین
متئو آنزولین (انگلیسی: Matteo Anzolin؛ زادهٔ ۱۱ نوامبر ۲۰۰۰) بازیکن فوتبال است.
وی همچنین در تیم‌های ملی فوتبال زیر ۱۶ سال ایتالیا، زیر ۱۷ سال ایتالیا، زیر ۱۸ سال ایتالیا، و زیر ۱۹ سال ایتالیا بازی کرده‌است.